# Dream Machine (album)
Pour les articles homonymes, voir Dream Machine.
Albums de Tokio Hotel
Kings of Suburbia
(2014) 2001
(2022)
Singles
Dream Machine est le sixième album studio du groupe Tokio Hotel sorti le 3 mars 2017.
Avec cet album contenant 10 titres, le groupe confirme son passage dans un style résolument plus électro/pop.

## Liste des chansons
| 1.    | Something New      | 5:21 |
| 2.    | Boy Don't Cry      | 3:32 |
| 3.    | Easy               | 4:25 |
| 4.    | What If            | 3:32 |
| 5.    | Elysa              | 4:28 |
| 6.    | Dream Machine      | 4:35 |
| 7.    | Cotton Candy Sky   | 3:31 |
| 8.    | Better             | 3:43 |
| 9.    | As Young as We Are | 3:48 |
| 10.   | Stop, Babe         | 3:51 |
| 40:46 |                    |      |

## Tournée
Le Dream Machine Tour est une tournée de 44 dates à travers l'Europe avec quatre dates en France : le 21 mars 2017 à l'Olympia de Paris, le 22 mars 2017 au Transbordeur de Lyon, le 15 novembre 2017 au Silo de Marseille et le 16 novembre 2017 à L'autre Canal de Nancy.